# Prevara (roman)
 Prevara je družbeni roman slovenske pisateljice Vesne Karlin. Gre za drugi avtoričin roman.

## Vsebina
Knjiga je zgrajena iz 35 poglavij. Zgodba je napisana v tretji osebi. Dogajanje je postavljeno v družinsko okolje večinoma v Ljubljani. Zgodba se dogaja skozi več let, nekatera leta niso opisana.
Na začetku spoznamo družino, ki jo sestavljajo mož Peter in žena Vida ter njuna najstniški sin Rok in sedemletna hči Tina. Vida je po poklicu medicinska sestra, Peter pa finančnik. Kmalu skupaj s prijateljema, zakoncema Daretom in Simono, odidejo na morje skozi Koper čez mejo, čeprav Vida ne mara dopustovanja. Kasneje spoznamo tudi Petrova starša Ireno in Antona, ki hoče del Petrove hiše zase. Ko Peter in njegov prijatelj Marko sedita v gostilni, se Peter odloči za ločitev. Med njim in Vido so že od začetka zgodbe očitni nesporazumi. Njegova žena se zapleta z drugimi moškimi, čeprav Petru zatrjuje, da z njimi nima ničesar. Peter pa se za eno noč zaplete z Moniko, vendar ugotovi, da je bila to napaka. Nato spozna Nino, ki ima dva otroka, Aleksa in Majo, s katerimi gre na morje, z njimi pa gre tudi Tina. Vida naščuva otroka proti Petru, zato Tina, čeprav ji je v družbi Nine in njunih otrok všeč, materi pravi, da jih ne mara. Tudi Vida in Marjeta, žena Petrovega brata Tilna se ne razumeta. Nina in Peter se poročita, rodi se jima sin Jakob. Tina ima težave v šoli, Vida pa za to krivi Petra, ker jih je zapustil. Jeseni se vpiše v novo šolo. Tina in Rok čakata, da ju bo oče poklical, vendar Peter prav tako enako pričakuje od njiju. Vidi je povedal, da ju lahko kadarkoli pokličeta, a Vida tega otrokoma ne pove. Na koncu ostane Vida sama, ostala ji je le še škatla spominov. Otroci so že odrasli. Vendar nam ene skrivnosti Vida ne razkrije do konca zgodbe.
Bralec na začetku premišlja, ali bi bil na Petrovi ali Vidini strani. Ko on prevara Vido z Moniko, se bralcu to ne zdi prav, vendar se, ko se zgodba razvija, spreminja tudi bralčev pogled na odnose med njim in Vido. Tudi Vida ima ljubimce, po razvezi s Petrom želi storiti vse, da bi se vrnil k njej. To poskuša doseči tako, da govori, da so nastale Tinine težave vzrok tega, da jih je Peter zapustil, čeprav v resnici ni tako. Proti koncu knjige nastane jasna slika o tem, da je Peter žrtev in Vida tista, ki zaradi preračunljivosti ostane sama.

## Ostala dela
- Obžalovanje (2011)

## Zbirka
Knjiga je izšla samostojno leta 2013 pri založbi T&D v nakladi 500 izvodov.